# خوان مارتين لوبيز
خوان مارتين لوبيز (بالإسبانية: Juan Martín López) هو لاعب هوكي الحقل أرجنتيني، ولد في 27 مايو 1985 في بوينس آيرس في الأرجنتين.

## وصلات خارجية
- خوان مارتين لوبيز على موقع الاتحاد الدولي للهوكي (الإنجليزية)
- خوان مارتين لوبيز على موقع أوليمبيديا (الإنجليزية)
- خوان مارتين لوبيز على موقع اللجنة الأولمبية الأرجنتينية (الإسبانية)